# Кузнецов, Владимир Михайлович (учёный)
Владимир Михайлович Кузнецов (20 июня 1934 года, Москва — 14 мая 1984 года, Казань) — советский учёный в области механики. Доктор физико-математических наук, лауреат Ленинской премии, профессор.

## Биография
Родился в рабочей семье.
Окончил МФТИ (1958, с отличием), ученик и зять М. А. Лаврентьева.
Кандидат технических наук (1961), тема диссертации «Некоторые вопросы действия взрыва в грунте»
С 1957 года работал в Сибирском отделении АН СССР, младший научный сотрудник Института гидродинамики им. М. А. Лаврентьева СО АН СССР, с 1966 года — заведующий лабораторией. Доктор физико-математических наук (1968), тема диссертации «Исследование разрушающего действия взрыва»
С 1974 года — заведующий лабораторией механики взрыва Института горного дела им. Н. А. Чинакала СО АН СССР.
Преподавал в Новосибирском государственном университете (1958—1974), профессор.
С 1976 года работал в Институте физики Земли в Москве.
Скоропостижно скончался от сердечного приступа во время служебной командировки.

## Награды и премии
- Ленинская премия (1962, с М. М. Лаврентьевым, А. А. Дерибасом, Г. С. Мигиренко, Ю. Л. Якимовым) за коллективную монографию по шнуровым зарядам;
- Орден Трудового Красного Знамени (1967, к 10-летию основания Новосибирского академгородка).